# 中ノ森文子
中ノ森 文子（なかのもり あやこ、1985年4月4日 - ）は、福岡県田川市出身のシンガーソングライター。

## 人物
- 身長153.5cm、血液型O型。2004年に結成された中ノ森BANDのボーカル、ギター担当として2008年まで活動した。2010年からはソロで活動している。
- パワー溢れる声量のある声が特徴。本人は自身の声質を「しゃがれ系」と称している。顔と声がミスマッチだと言われることが多く、幼い頃は特長的なハスキーボイスがコンプレックスだった。2008年の声帯ポリープ除去手術後はハスキーさを残しつつも、よりクリアな声へと変化を遂げた。

## エピソード
- 幼い頃から歌が好きであったが、中学入学前の春休み頃歌手になる決心をし「高校を卒業したら東京へ行く」と家族に宣言した。突然のことに当初、母親は大反対していたが、娘の本気に押され田川市内のミュージックスクールを探し出し、本格的にレッスンを受けることになった。
- 中学時代は毎日2時頃までトレーニングや歌の練習に励む日々を過ごした。中学2年生の時に受けた「第2回スターライトオーディション2000」にてグランプリ受賞後、14歳で単身上京した。
- 上京後は中学、高校に通いながら、事務所のスクールでボーカル、楽器、ダンス、空手などのレッスンに励む。
- 2004年に中ノ森BANDを結成する。バンド時代は音楽活動だけでなく、週2本のレギュラーラジオ番組を持ち、ファッション誌のモデルとしても活躍、映画「結婚しようよ」に出演するなど活動の幅を広げた。
- 2008年3月に行われた中ノ森BANDによる事実上のラストライブ以降、しばらく公の場での音楽活動を休止していたが、2010年1月に約2年ぶりのライブを行い、中ノ森文子として活動を始めた。
- 福岡にいた頃からピアノはよく弾いており、上京後にギターやドラムを本格的に習い始めたこともあって、バンド内のほぼ全てのパートを演奏できる。ベースは中ノ森BANDのベーシストYUCCOに習ったらしく、バンド時代はメンバー全員でパートを入れ替えて演奏したこともあるという。
- 中ノ森BANDのAYAKOとしてはボーカリスト&ギタリストというスタイルが定着していたが、ソロ以降はボーカルのみの曲も多く、ライブではギターに加えピアノ、シェイカー等も演奏する。曲調としてはロックよりもポップな雰囲気のものが多い。また、作詞作曲は全て自身が行っている。
- 2022年2月、男子を出産したことを機に、数年前に結婚していたことを合わせて公表した[1]。

## 趣味・嗜好
- 酒好きを公言しているが、本人曰くハスキーボイスは生まれつきのものであり、酒やけではないとのこと。普段から甘いものよりも塩辛や乾きものなどを好む。お気に入りの漫画は「花より男子」「カンナさん大成功です!」。ラッシュのバスボムが好きで長年愛用している。
- ジャンルを問わず常に様々な音楽を聴いている。歌、パフォーマンスにおいて最も尊敬しているアーティストにシンディ・ローパーを挙げている。

## ディスコグラフィー

### シングル
| #  | タイトル                              | 作詞       | 作曲        | 編曲                  | 時間 |
| -- | ------------------------------------- | ---------- | ----------- | --------------------- | ---- |
| 1. | 「Get the glory」                     | 中ノ森文子 | WEST GROUND | WEST GROUND           | 3:41 |
| 2. | 「ROLL INTO YOU」                     | 中ノ森文子 | 中ノ森文子  | 堀江晶太、WEST GROUND | 4:25 |
| 3. | 「Get the glory (Instrumental ver.)」 |            |             |                       | 3:41 |
| 4. | 「ROLL INTO YOU (Instrumental ver.)」 |            |             |                       | 4:22 |

| #  | タイトル                  | 作詞                 | 作曲     | 編曲     |
| -- | ------------------------- | -------------------- | -------- | -------- |
| 1. | 「flower」                | 中ノ森文子、山口高始 | 山口高始 | 山口高始 |
| 2. | 「music」                 | 山口高始             | 山口高始 |          |
| 3. | 「flower -Instrumental-」 |                      |          |          |
| 4. | 「music -Instrumental-」  |                      |          |          |

#### 配信限定アルバム
1. READ MEEEE!!!!（2013年3月23日発売）

### 参加作品
| 発売日        | タイトル                      | 規格品番   | 収録曲                    | 備考          |
| ------------- | ----------------------------- | ---------- | ------------------------- | ------------- |
| 2010年8月25日 | ジブリ・ロック                | FARM-0238  | 1.もののけ姫              | FARM RECORDS  |
| 2011年10月5日 | Daybreakers「Return To ZERO」 | YZSM-10002 | 2.confession / 中ノ森文子 | Royal Records |

## 出演
- 鬼嫁日記（2005年）
- 結婚しようよ（映画、2008年）

## ミュージックビデオ
| 監督       | 曲名                                |
| 日置健太郎 | 「READ MEEEE!!!!」「Get the glory」 |
| マサオ     | 「Annie」                           |

## タイアップ
| 曲名                   | タイアップ                                                                                               |
| ---------------------- | --- |
| flower                 | テレビ東京・アニメ『カードファイト!! ヴァンガードG』ED                                                   |
| Get the glory          | テレビ東京・アニメ『テンカイナイト』OP                                                                   |
| READ MEEEE!!!!         | LINE テレビCMソング                                                                                      |
| Hello, Mr. Wonder land | テレビ東京・アニメ『カードファイト!! ヴァンガードG NEXT』OP                                              |
| さよなら遊園地         | スペースワールド「スペースワールドFINAL」CMソング 姫路セントラルパーク「スペワのヴィーナスが編」CMソング |

## 主なライブ

### ワンマンライブ・主催イベント
- 2010年12月10日 - AYAKO NAKANOMORI presents 『BACK TO THE FUTURE!!』
w/キノコホテル/BLiSTAR

### 出演イベント
- 2010年10月23日 - Girl's UP!!! vol.70 〜autumn special!!!!〜
- 2012年10月13日 - Mix UP!! vol.46
- 2012年12月08日 - HiLiNE WiNTER FES
- 2014年04月29日 - NAONのYAON 2014
- 2014年06月13日 - テレビ東京系「おはスタ スーパーライブ」
- 2014年06月20日 - EX THEATER PREMIUM LIVE SERIES GO LIVE VOL.2
- 2014年07月13日 - KYOTO ROOTER×2 presents「みど星と歌おり姫スーパーデラックス」